# Мойта
Мо́йта (порт. Moita; МФА: [ˈmoj.tɐ]) — муніципалітет і містечко в Португалії, в окрузі Сетубал. Розташований у західній частині країни, на березі Атлантичного океану, на теренах історичної португальської провінції Ештремадура. Належить до Сетубальської діоцезії Католицької церкви в Португалії. Права міського самоврядування має з 1691 року. Поділяється на 4 парафії. За адміністративним поділом, чинним до 1976 року, був складовою провінції Ештремадура. Площа муніципалітету — 55,26 км², населення муніципалітету — 66029 ос. (2011); густота населення — 1194,88 осіб/км²
. Патрон — Діва Марія. Святковий день муніципалітету — 1-й вівторок після 2-ї неділі вересня. Поштовий індекс — 2860.  Код місцевої адміністративної одиниці — 1506. Складова статистичного регіону Лісабон.

## Географія
Мойта розташована на заході Португалії, на північному заході округу Сетубал.
Мойта межує на півночі та сході з муніципалітетом Монтіжу, на південному сході — з муніципалітетом Палмела, на заході — з муніципалітетом Баррейру. На північному заході омивається водами річки Тежу.

## Населення
| Кількість мешканців | Кількість мешканців | Кількість мешканців | Кількість мешканців | Кількість мешканців | Кількість мешканців | Кількість мешканців | Кількість мешканців | Кількість мешканців | Кількість мешканців | Кількість мешканців | Кількість мешканців | Кількість мешканців | Кількість мешканців | Кількість мешканців |
| ------------------- | ------------------- | ------------------- | ------------------- | ------------------- | ------------------- | ------------------- | ------------------- | ------------------- | ------------------- | ------------------- | ------------------- | ------------------- | ------------------- | ------------------- |
| 1864                | 1878                | 1890                | 1900                | 1911                | 1920                | 1930                | 1940                | 1950                | 1960                | 1970                | 1981                | 1991                | 2001                | 2011                |
| 4 404               | 4 808               | 5 490               | 6 350               | 6 117               | 7 062               | 9 486               | 12 384              | 19 465              | 29 110              | 38 735              | 53 240              | 65 086              | 67 449              | 66 029              |